# Recuo (uso do solo)

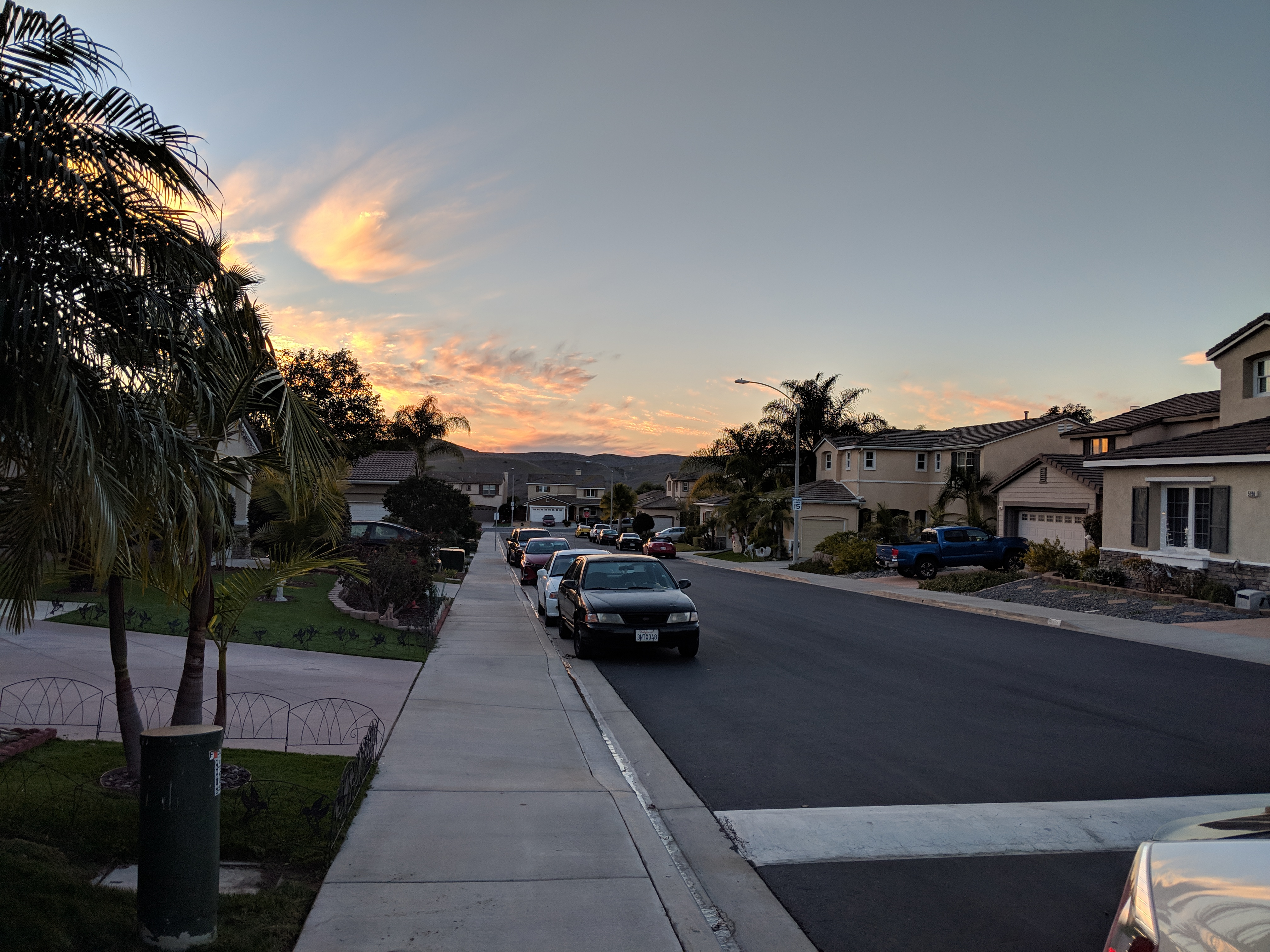
Rua com recuo frontal.

Recuo é a distância mínima que um edifício ou outra estrutura deve ser afastado de uma rua, estrada, rio, córrego, margem ou planície de inundação, ou qualquer outro local que se considere necessário proteger. Dependendo da legislação local, coisas como cercas, paisagismo, fossas sépticas e vários perigos ou incômodos potenciais podem ser regulamentados e proibidos por linhas de recuo. São criados por meio de portarias, restrições de zoneamento e códigos de construção, geralmente por motivos de políticas públicas, como segurança, privacidade e proteção ambiental. Linhas de recuo podem ser criadas para garantir uma aparência uniforme em uma rua ou bairro e evitar que as casas se amontoem nas estruturas ou ruas adjacentes. Em alguns casos, a construção à frente de uma linha de recuo pode ser permitida por meio de aprovação especial.

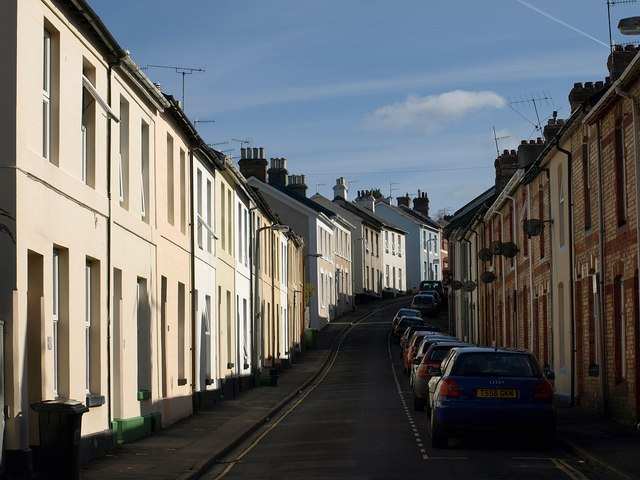
Rua sem recuo frontal.

Leis relativas a recuos são criticados por planejadores urbanos pelo papel que essas leis desempenharam no espalhamento urbano com cidades de baixa densidade e dependentes de automóveis. As casas mais antigas costumam ter menores recuos entre as propriedades, pois caminhar era o principal meio de transporte. À medida que o uso de automóveis se tornou comum, os recuos foram aumentando porque as leis de zoneamento exigiam que os desenvolvedores deixassem espaços cada vez maiores entre a casa e a rua.
Recentemente, principalmente devido ao movimento do novo urbanismo, os requisitos de recuo estão sendo reduzidos para permitir que novas casas e outras estruturas fiquem mais próximas da rua.